# Lymphangion
Als Lymphangion wird jener Teil eines Lymphgefäßes bezeichnet, der zwischen zwei Klappen liegt. Diese sind, ähnlich wie bei den Venen, als Duplikatur der Endothelzellschicht zu betrachten. Das Lymphangion besitzt eine längsverlaufende und eine ringförmige Muskulatur. Diese Schicht wird von zahlreichen Nervenendigungen versorgt, die mit dem vegetativen Nervensystem in Verbindung stehen. Diese Nerven gehören dem Parasympathikusnetzwerk an und regen das Lymphangion zur Kontraktion an (in Ruhe 10- bis 12-mal pro Minute) und sichern damit den Weitertransport der Lymphe. Aufgrund dieser Kontraktionen wird das Lymphangion auch als „Lymphherz“ bezeichnet.